# Juan José Saer
Juan José Saer, född 28 juni 1937 i Serodino, Santa Fe, Argentina, död 11 juni 2005 i Paris, Frankrike var en argentinsk författare.
Juan José Saer var mycket produktiv och skrev såväl romaner, noveller, essäer och andra texter. Han debuterade 1960 med novellsamlingen En la zona och gav fyra år senare ut sin första roman Responso. 1968 flyttade han till Paris där han var verksam som författare och universitetslärare fram till sin död.